# سفارة السويد في إستونيا
سفارة السويد في إستونيا هي أرفع تمثيل دبلوماسي لدولة السويد لدى إستونيا. تقع السفارة في وهي تهدف لتعزيز المصالح السويدية في إستونيا.

## وصلات خارجية
- قائمة سفارات السويد
- قائمة السفارات في إستونيا